# Äventyret (film, 1960)
Äventyret (italienska: L'avventura) är en italiensk dramafilm från 1960 i regi av Michelangelo Antonioni, med Gabriele Ferzetti, Monica Vitti och Lea Massari i huvudrollerna. Den handlar om hur en kvinna försvinner under en båtresa, och hur hennes make och bästa väninna fattar tycke för varandra medan de letar efter henne. Filminspelningen var präglad av problem: ön där filmarbetarna var bosatta saknade elektricitet och rinnande vatten, dåligt väder gjorde att sommarscener fick skjutas upp och filmas på vintern, Massari, en av huvudrollsinnehavarna, drabbades av hjärtbesvär under inspelningen och låg i koma i två dagar, och finansiären Imeria gick i konkurs under inspelningens gång.
Filmen hade premiär vid filmfestivalen i Cannes 1960 och vann Jurypriset. Den mottogs initialt illa av kritikerna i Cannes, mycket på grund av sitt okonventionella låga tempo, men blev med tiden ett viktigt verk i den europeiska filmhistorien. Detta bevisas genom de omröstningar som tidskriften Sight & Sound genomför varje årtionde. Filmen klassades 1962 som världens näst bästa film, 1972 som den femte bästa och 1982 som den sjunde bästa.  
Filmen delar stilistiska grepp med Antonionis nästföljande två filmer, Natten från 1961 och Feber från 1962. De tre filmerna brukar räknas som en trilogi, och ibland som en tetralogi tillsammans med Den röda öknen från 1964.

## Medverkande
- Gabriele Ferzetti som Sandro
- Monica Vitti som Claudia
- Lea Massari som Anna
- Dominique Blanchar som Giulia
- Renzo Ricci som Annas far
- James Addams som Corrado
- Dorothy De Poliolo som Gloria Perkins
- Lelio Luttazzi som Raimondo
- Giovanni Petrucci som ung målare
- Esmeralda Ruspoli som Patrizia
- Joe, fiskare från Panarea som gammal man på ön